# Coupe de France de football 1962-1963
Navigation
Coupe de France 1961-1962 Coupe de France 1963-1964
L'édition 1962-1963 de la Coupe de France est la 46e édition de la Coupe de France de football. Celle-ci est remportée par l'AS Monaco.
C'est la deuxième Coupe de France remportée par le club monégasque.

## Trente-deuxièmes de finale
| Division        | Club                         | Score       | Club                  | Division        |
| --------------- | ---------------------------- | ----------- | --------------------- | --------------- |
| PH (D5)         | SC Abbeville                 | 2 - 0       | Stade compiégnois     | ?               |
| Division 1 (D1) | OGC Nice                     | 5 - 2       | FC Annecy             | CFA (D3)        |
| Division 1 (D1) | Nîmes Olympique              | 3 - 1       | Entente Chaumont AC   | CFA (D3)        |
| Division 1 (D1) | RC Paris                     | 3 - 0       | EDS Montluçon         | CFA (D3)        |
| Division 1 (D1) | Stade français FC            | 0 - 0 a. p. | Stade rennais UC      | Division 1 (D1) |
| Division 1 (D1) | Stade de Reims               | 4 - 0       | RC Calais             | CFA (D3)        |
| DH (D4)         | Stade briochin               | 3 - 0       | Dreux AC              | ?               |
| Division 2 (D2) | Red Star OA                  | 6 - 0       | FC Nantes             | Division 2 (D2) |
| Division 1 (D1) | UA Sedan-Torcy               | 4 - 0       | US Dunkerque          | CFA (D3)        |
| Division 2 (D2) | FC Sochaux-Montbéliard       | 6 - 1       | US Forbach            | Division 2 (D2) |
| CFA (D3)        | AS Strasbourg                | 8 - 0       | AS Moulins            | DH (D4)         |
| Division 1 (D1) | RC Strasbourg                | 2 - 1       | FC Mulhouse 1893      | CFA (D3)        |
| Division 2 (D2) | SC Toulon                    | 1 - 0       | AS Saint-Étienne      | Division 2 (D2) |
| Division 1 (D1) | Toulouse FC                  | 2 - 0       | Hyères FC             | CFA (D3)        |
| Division 1 (D1) | US Valenciennes-Anzin        | 2 - 0       | Stade saint-germanois | CFA (D3)        |
| Division 1 (D1) | FC Nancy                     | 1 - 0       | Stade béthunois       | ?               |
| Division 1 (D1) | AS Monaco FC                 | 3 - 0       | SC Draguignan         | CFA (D3)        |
| Division 1 (D1) | Olympique de Marseille       | 3 - 1       | AS Béziers            | Division 2 (D2) |
| Division 2 (D2) | AS Aix-en-Provence           | 1 - 0       | SO Montpellier        | Division 1 (D1) |
| Division 1 (D1) | Angers SCO                   | 1 - 0       | AAJ Blois             | CFA (D3)        |
| DH (D4)         | AS Bagneaux-Nemours          | 1 - 0       | US Boulogne-sur-Mer   | Division 2 (D2) |
| CFA (D3)        | EF Bergerac                  | 2 - 0       | GC Lunel              | DH (D4)         |
| CFA (D3)        | US Blanzy-Montceau-les-Mines | 1 - 0       | FC Grenoble           | Division 1 (D1) |
| Division 1 (D1) | FC Girondins de Bordeaux     | 1 - 0 a.p.  | SO Châtellerault      | CFA (D3)        |
| CFA (D3)        | AS Brest                     | 0 - 0 a.p.  | Stade lavallois       | DH (D4)         |
| DH (D4)         | AC Cambrai                   | 2 - 0       | JA Armentières        | DH (D4)         |
| Division 2 (D2) | AS Cannes                    | 3 - 2       | Biver Sports          | ?               |
| Division 2 (D2) | Le Havre AC                  | 1 - 0       | FC Rouen              | Division 1 (D1) |
| Division 2 (D2) | Limoges FC                   | 3 - 0       | AS Orléans            | CFA (D3)        |
| Division 1 (D1) | Olympique lyonnais           | 4 - 0       | SA Épinal             | PH (D5)         |
| Division 1 (D1) | RC Lens                      | 2 - 1       | Lille OSC             | Division 2 (D2) |
| DH (D4)         | SR Creutzwald                | 1 - 0       | RCFC Besançon         | Division 2 (D2) |

### Matches rejoués
| Division        | Club              | Score | Club             | Division        |
| --------------- | ----------------- | ----- | ---------------- | --------------- |
| Division 1 (D1) | Stade français FC | 3 - 1 | Stade rennais UC | Division 1 (D1) |
| CFA (D3)        | AS Brest          | 2 - 1 | Stade lavallois  | DH (D4)         |

## Seizièmes de finale
| Division        | Club                     | Score      | Club                         | Division        |
| --------------- | ------------------------ | ---------- | ---------------------------- | --------------- |
| Division 1 (D1) | Angers SCO               | 2 - 1      | AS Bagneaux-Nemours          | DH (D4)         |
| Division 1 (D1) | Toulouse FC              | 2 - 0      | EF Bergerac                  | CFA (D3)        |
| Division 2 (D2) | SC Toulon                | 2 - 0      | SC Abbeville                 | PH (D5)         |
| Division 2 (D2) | FC Sochaux-Montbéliard   | 1 - 0      | RC Lens                      | Division 1 (D1) |
| Division 1 (D1) | UA Sedan-Torcy           | 4 - 3 a.p. | FC Nancy                     | Division 1 (D1) |
| Division 2 (D2) | Red Star OA              | 1 - 0      | US Valenciennes-Anzin        | Division 1 (D1) |
| Division 1 (D1) | Stade de Reims           | 1 - 0      | RC Strasbourg                | Division 1 (D1) |
| Division 1 (D1) | RC Paris                 | 3 - 0      | AS Aix-en-Provence           | Division 2 (D2) |
| Division 1 (D1) | AS Monaco FC             | 2 - 1      | Nîmes Olympique              | Division 1 (D1) |
| Division 1 (D1) | Olympique de Marseille   | 2 - 2 a.p. | OGC Nice                     | Division 1 (D1) |
| Division 1 (D1) | FC Girondins de Bordeaux | 2 - 0      | AS Cannes                    | Division 2 (D2) |
| CFA (D3)        | AS Brest                 | 1 - 1 a.p. | AS Strasbourg                | CFA (D3)        |
| DH (D4)         | AC Cambrai               | 2 - 0      | US Blanzy-Montceau-les-Mines | CFA (D3)        |
| DH (D4)         | SR Creutzwald            | 3 - 3 a.p. | Stade briochin               | DH (D4)         |
| Division 2 (D2) | Limoges FC               | 1 - 0      | Le Havre AC                  | Division 2 (D2) |
| Division 1 (D1) | Olympique lyonnais       | 2 - 1      | Stade français FC            | Division 1 (D1) |

### Matches rejoués
| Division        | Club                   | Score      | Club           | Division        |
| --------------- | ---------------------- | ---------- | -------------- | --------------- |
| Division 1 (D1) | Olympique de Marseille | 0 - 0 a.p. | OGC Nice       | Division 1 (D1) |
| Division 1 (D1) | Olympique de Marseille | 3 - 0      | OGC Nice       | Division 1 (D1) |
| CFA (D3)        | AS Brest               | 3 - 2      | AS Strasbourg  | CFA (D3)        |
| DH (D4)         | SR Creutzwald          | 2 - 1      | Stade briochin | DH (D4)         |

## Huitièmes de finale
| Division        | Club                     | Score      | Club                   | Division        |
| --------------- | ------------------------ | ---------- | ---------------------- | --------------- |
| CFA (D3)        | AS Brest                 | 1 - 0      | RC Paris               | Division 1 (D1) |
| Division 1 (D1) | UA Sedan-Torcy           | 1 - 0      | Toulouse FC            | Division 1 (D1) |
| Division 1 (D1) | FC Girondins de Bordeaux | 5 - 0      | AC Cambrai             | DH (D4)         |
| Division 1 (D1) | Olympique lyonnais       | 2 - 1      | Olympique de Marseille | Division 1 (D1) |
| Division 2 (D2) | Limoges FC               | 2 - 0      | Red Star OA            | Division 2 (D2) |
| Division 1 (D1) | AS Monaco FC             | 1 - 1 a.p. | FC Sochaux-Montbéliard | Division 2 (D2) |
| Division 2 (D2) | SC Toulon                | 0 - 0 a.p. | Angers SCO             | Division 1 (D1) |
| Division 1 (D1) | Stade de Reims           | 10 - 0     | SR Creutzwald          | DH (D4)         |

### Matches rejoués
| Division        | Club         | Score | Club                   | Division        |
| --------------- | ------------ | ----- | ---------------------- | --------------- |
| Division 1 (D1) | AS Monaco FC | 5 - 1 | FC Sochaux-Montbéliard | Division 2 (D2) |
| Division 2 (D2) | SC Toulon    | 1 - 0 | Angers SCO             | Division 1 (D1) |

## Quarts de finale
| Division        | Club               | Score      | Club                     | Division        |
| --------------- | ------------------ | ---------- | ------------------------ | --------------- |
| Division 1 (D1) | Olympique lyonnais | 1 - 0      | UA Sedan-Torcy           | Division 1 (D1) |
| Division 1 (D1) | AS Monaco FC       | 2 - 0      | FC Girondins de Bordeaux | Division 1 (D1) |
| Division 1 (D1) | Stade de Reims     | 4 - 3 a.p. | Limoges FC               | Division 2 (D2) |
| Division 2 (D2) | SC Toulon          | 1 - 0      | AS Brest                 | CFA (D3)        |

## Demi-finale
| Division        | Club               | Score | Club           | Division        |
| --------------- | ------------------ | ----- | -------------- | --------------- |
| Division 1 (D1) | AS Monaco FC       | 3 - 2 | Stade de Reims | Division 1 (D1) |
| Division 1 (D1) | Olympique lyonnais | 3 - 1 | SC Toulon      | Division 2 (D2) |

## Finale
| Entraîneur : |
| Lucien Leduc |

| Entraîneur :    |
| Lucien Jasseron |

| Entraîneur : |
| Lucien Leduc |

| Entraîneur :    |
| Lucien Jasseron |

### Match rejoué
| Entraîneur : |
| Lucien Leduc |

| Entraîneur :    |
| Lucien Jasseron |

| Entraîneur : |
| Lucien Leduc |

| Entraîneur :    |
| Lucien Jasseron |